# 市道178号 (台湾)
市道178号（しどう178ごう）は、台南市安南区十二佃から同市山上区豊徳を結ぶ、全長28.370kmの台湾の市道である。台19甲線と重複区間がある。

## 通過する自治体
- 台南市
  - 安南区
  - 安定区
  - 善化区
  - 山上区

## 接続する道路
- 台17乙線
- 台17甲線
- 台19線
- 国道8号（高架橋に下の道路  台17甲線）
- 国道1号（インターチェンジ）
- 台19甲線
- 台1線
- 国道3号（インターチェンジ）
- 台20線

## 施設
- 南興国民小学校
- 安定インターチェンジ
- 安定国民小学校
- 大成国民小学校
- 善化高級中学
- 善化インターチェンジ
- 崑山科技大学
- 大湾国民小学校
- 山上国民小学校

## 歴史
1961年、県道178号の名称で土城子～隙子口間が設定される。
1976年、土城子～国聖橋間が郷道に変更され、国聖橋～十二佃間が台17線に編入されたことにより、県道178号の区間が十二佃～豊徳間に変更される。（豊徳は隙子口と同一地点）
2013年、市道178号に名称が変更される。